# Rectite radique
 Mise en garde médicale
La rectite radique survient après un traitement de la région pelvienne par radiation. Une rectite radique chronique se montre dans 10 à 20 % des patients après le traitement. Elle peut causer des saignements répétés invalidants et responsables d’une anémie chez l'individu.
Il est important de quantifier la dose nécessaire de radiation nécessaire au préalable, pour ne pas administrer plus que nécessaire, afin d'éviter une rectite sérieuse. Selon la Revue médicale suisse en 2005 : « Sur le plan thérapeutique il faut tenter au préalable de régulariser le transit et de compenser les éventuelles pertes martiales par une supplémentation en fer. On peut recommander l'administration locale de lavements de sucralfate qui apparaissent comme le traitement topique le plus efficace ». Au cas de rectite hémorragique diffuse, l'application par endoscopie de la formaline et de l'électrocoagulation par vaporisation à l'argon semblent les traitements les plus efficaces selon ce même texte.